# Arnaud Fraiteur
Pour les articles homonymes, voir Fraiteur.
Arnaud Fraiteur est un résistant belge, né à Ixelles le 23 mai 1924 et mort au fort de Breendonk le 10 mai 1943, pendu par l’occupant pour le meurtre du collaborateur Paul Colin.

## Avant la guerre
Né le 23 mai 1924 dans une famille bourgeoise Arnaud Fraiteur effectue ses études secondaires à l’Athénée royal d'Ixelles.
Il s’inscrit ensuite comme étudiant à l’Université de Liège où il réussit avec succès l'examen d'entrée aux études d'ingénieur civil. En mai 1940, l'invasion de la Belgique par l'Allemagne nationale-socialiste met fin à son cursus universitaire : l’Université de Liège suspend les cours, tout comme l’Université libre de Bruxelles le 25 novembre 1941 ,.

## Pendant l'occupation
« À la fermeture de l'ULB, les 3 125 étudiants inscrits se dispersèrent, s'engageant tantôt dans la Résistance, cherchant tantôt à poursuivre leurs études ailleurs. »

— C. Laporte, Le Soir (30 novembre 1994), p. 18
Après l'invasion, il suit des cours clandestins de candidature d’ingénieur civil organisés par l'Université libre de Bruxelles.
En 1941, il rejoint l'Armée belge des partisans, plus connue sous le nom de Partisans Armés,, en tant qu'agent de liaison sous le pseudonyme de Max. Il participe à plusieurs actions menées par une unité bruxelloise spécialisée dans la lutte contre la collaboration intellectuelle ; elle comprend un grand nombre de jeunes proches de l'Université libre de Bruxelles, organisés au sein du Groupe G.
En avril 1943, Fraiteur est chargé par Jacques Grippa de l'assassinat du journaliste et critique d'art Paul Colin, collaborateur notoire dans la presse, directeur de l'hebdomadaire Cassandre et du quotidien Le Nouveau Journal, qu'il avait créé en 1940.

« L’affaire à l’époque fit grand bruit, à la fois dans la population, qui vit dans l’exécution de Paul Colin le juste châtiment d’un criminel, et dans les milieux de la collaboration qui perdaient un chef de file. »

— Jacques Grippa, Chronique vécue d’une époque : 1930 – 1947, p. 217

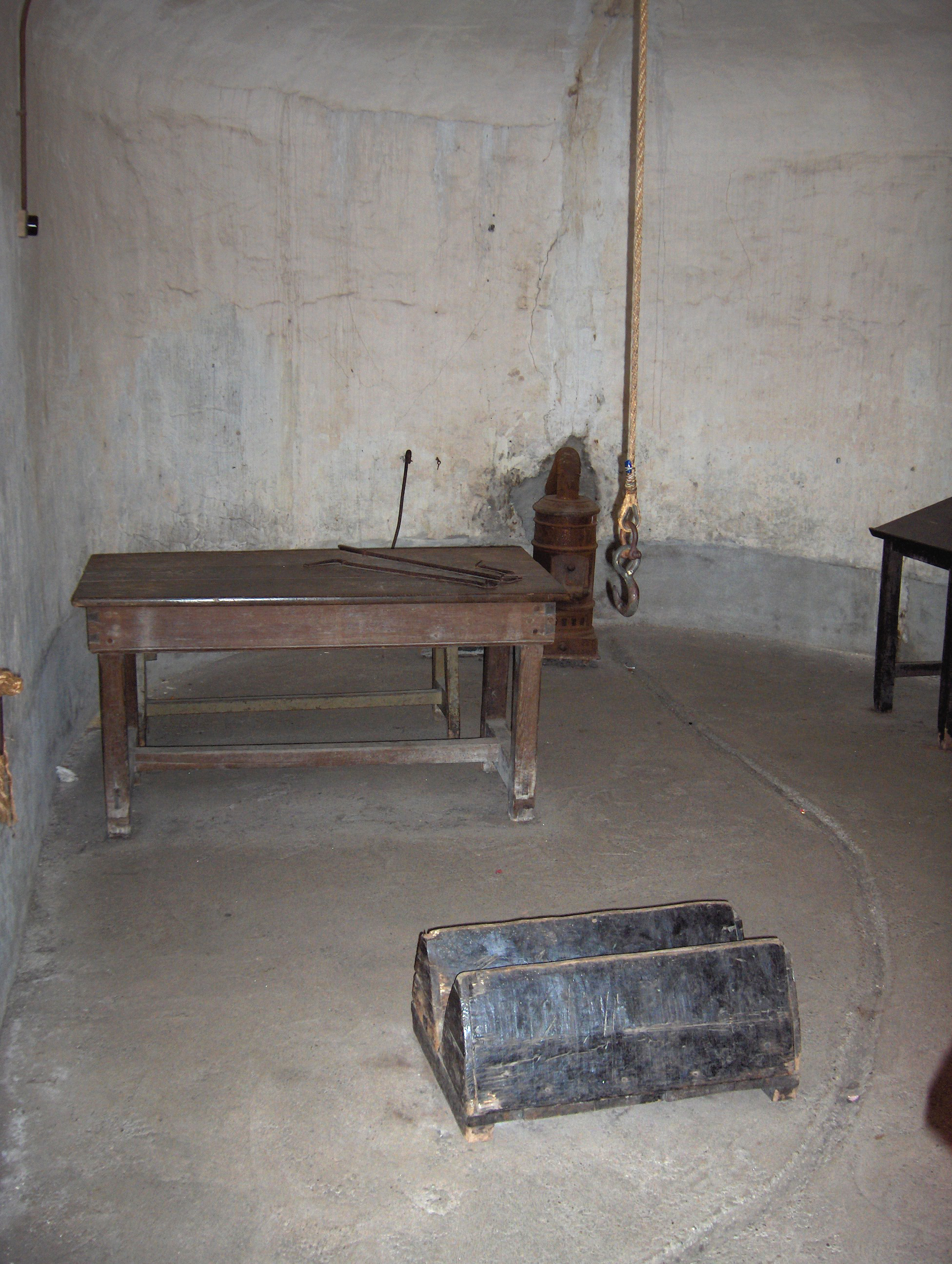
Le bunker, la salle des tortures, du fort de Breendonk où furent interrogés Fraiteur, Raskin et Bertulot ; mais aussi de nombreux autres prisonniers et détenus

Le 13 avril, accompagné par deux autres résistants, André Bertulot et Maurice Raskin, Fraiteur abat de plusieurs balles  Paul Colin ainsi que son garde du corps dans une librairie située 87 rue de la Montagne à Bruxelles, au-dessus de laquelle se trouvent les bureaux du Nouveau Journal et de Cassandre. Fraiteur parvient à s'enfuir mais Bertulot et Raskin sont rapidement arrêtés.

« Il advint parfois que la Sipo ait intérêt à un procès politique. Ainsi en fut-il pour Arnaud Fraiteur, exécuteur de Paul Colin. »

— M. Bailly, Le Soir (20 janvier 1992) , p. 20
Quoique l'attentat ne concerne que des ressortissants belges, les autorités allemandes s'emparent immédiatement du dossier, montrant par là l'importance qu'elles accordent à la personne de Paul Colin. La Feldgendarmerie, la Geheime Feldpolizei et la Gestapo descendent sur les lieux de l'attentat. L'occupant garde à sa disposition André Bertulot et Maurice Raskin ; la police et la justice belges sont ainsi dessaisies du dossier.
Arnaud Fraiteur est rapidement identifié grâce à la plaque d'immatriculation du vélo qu'il a abandonné sur place et la maison familiale est mise sous surveillance le soir même.
En fuite, il ne rentre pas chez lui et se cache à Uccle chez des amis de ses parents tandis que le Réseau Zéro, avec l'aide du réseau ALI-France (dirigé par Joseph Dubar), organise son évacuation vers l'Angleterre. Le Réseau Zéro fait appel à un chauffeur du ministère des Colonies pour conduire Arnaud Fraiteur vers la France. Mais le chauffeur (nommé Hoogeveen), aidé du directeur qui remplace Paul Colin à la tête du "Nouveau Journal" (de son nom Herten), le dénonce aux autorités allemandes, ce qui permet à la Gestapo de l'arrêter (ainsi que son guide et Raymonde Marc du réseau ALI-France  dite Carmen et adjointe directe de Drubar le 29 avril 1943 à quelques kilomètres de Hal, sur la route qui le conduit vers la frontière française.

« Tenus à des résultats, ils peuvent trafiquer un dossier de toutes pièces pour parvenir à temps au quota de victimes dont l'exécution vient, dans l'affolement, d'être ordonnée par les autorités militaires d'occupation. »

— Maxime Steinberg, José Gotovitch, Otages de la terreur nazie [...], VUBPRESS, 2007, page 60
Interrogés, torturés, Fraiteur, Raskin et Bertulot sont par la suite condamnés devant le Conseil de guerre de l'Oberfeldkommandantur à Bruxelles après un simulacre de procès devant servir d'exemple à la population.
Ils sont exécutés par pendaison, au Fort de Breendonk le 10 mai 1943. Ils sont inhumés à Schaerbeek dans l'Enclos des Fusillés. Le 7 juin 1945, le corps d'Arnaud Fraiteur est exhumé pour être inhumé dans le caveau familial du cimetière de Saint-Gilles.
Le 3 octobre 1944, les coauteurs de la dénonciation d'Arnaud Fraiteur, Joseph Herten et Paul Hoogeveen, sont condamnés à mort par le Conseil de Guerre du Brabant et fusillés dans le dos, sort réservé aux traitres, à la prison de Saint-Gilles le 13 novembre 1944 .

## Hommages dans la toponymie

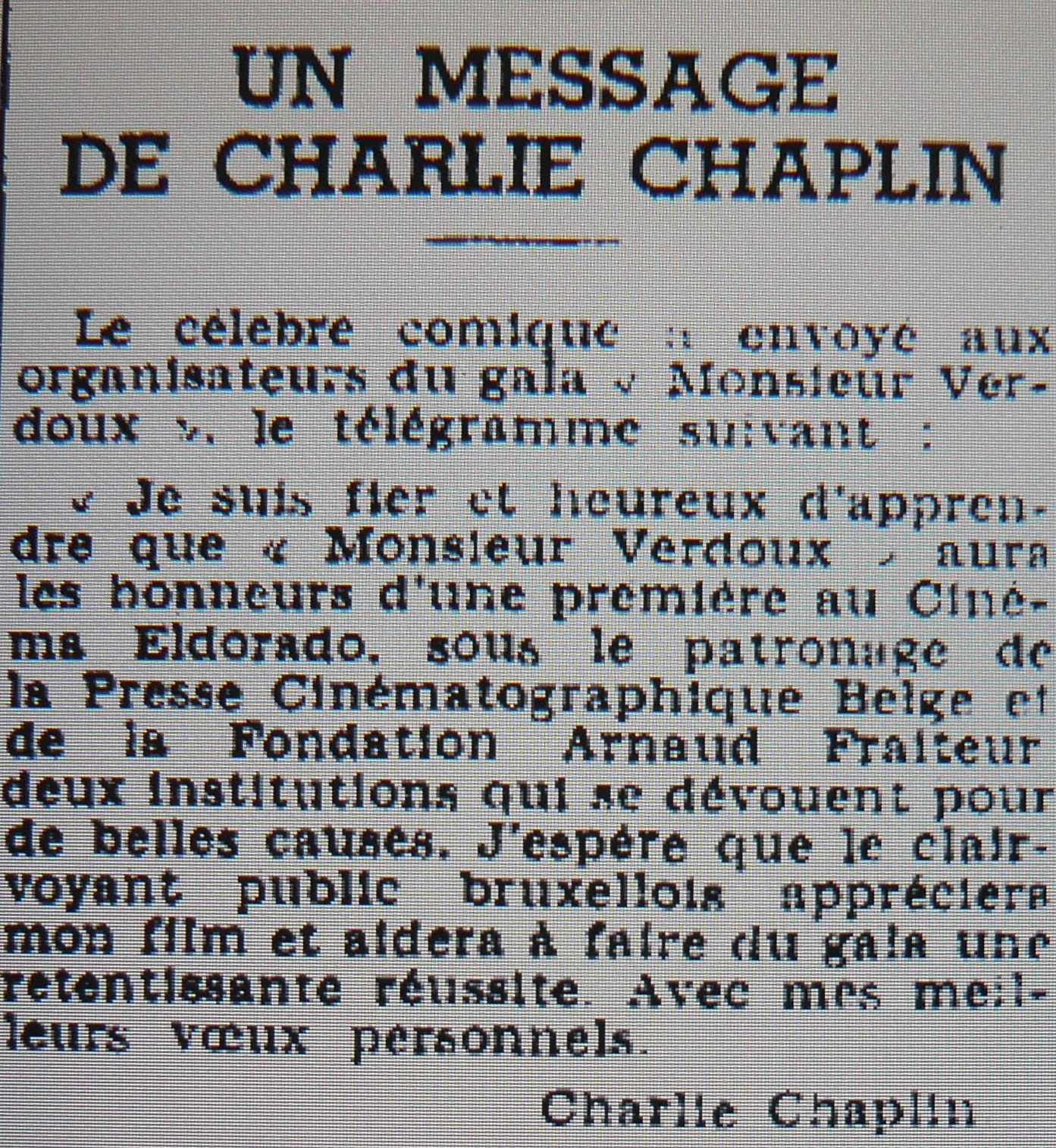
Télégramme de Charlie Chaplin aux membres de l'Association de Presse Cinématographique Belge, dans Le Soir, 16 mars 1948

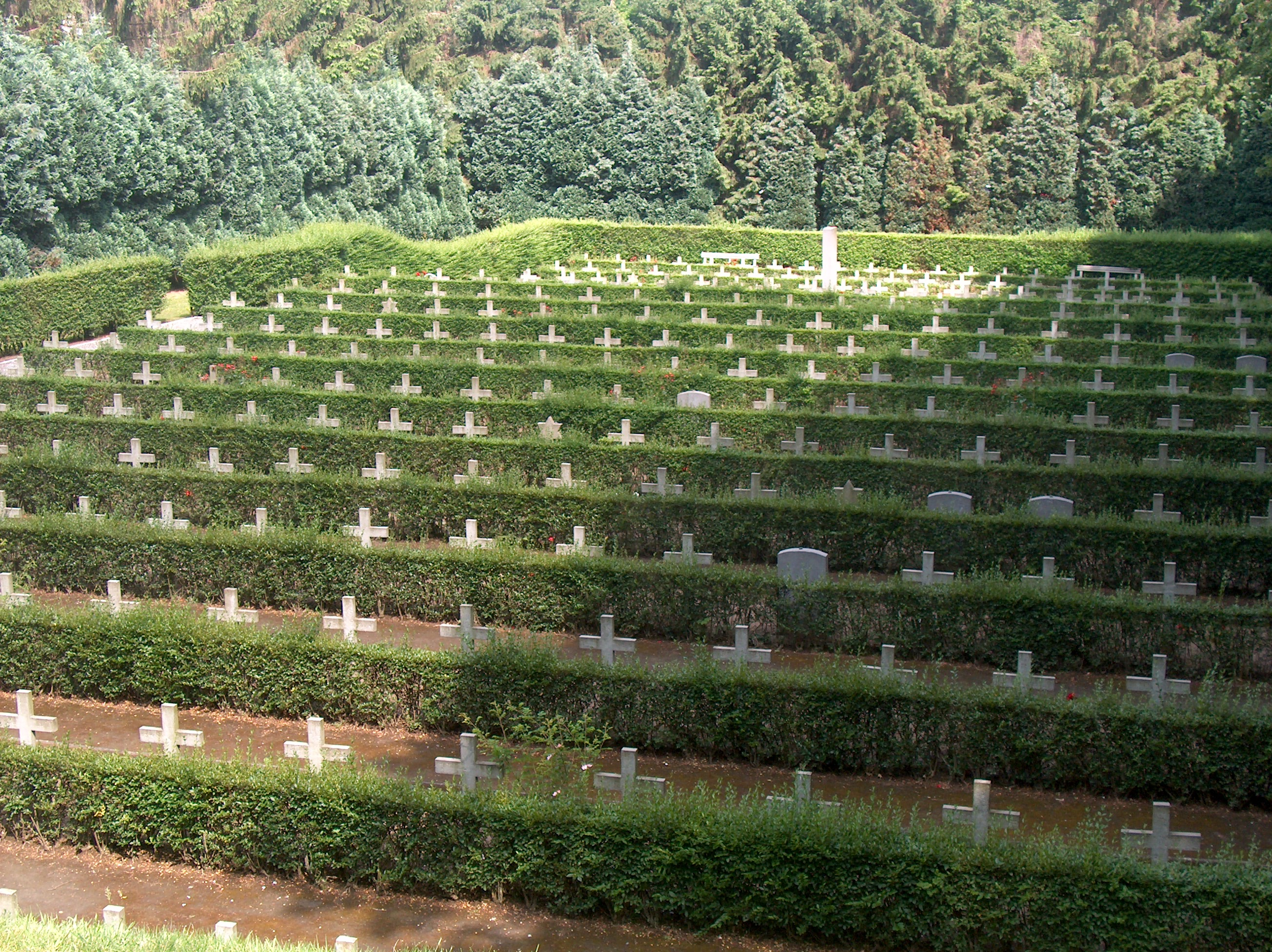
L'enclos des fusillés à Bruxelles aujourd'hui

En 1947, la famille d’Arnaud Fraiteur autorise que l'on donne le nom du jeune résistant à la création d'un centre spécialisé dans l’aide de l’enfance handicapée : La fondation Arnaud Fraiteur – La Cité Joyeuse dans la commune bruxelloise de Molenbeek-Saint-Jean, premier centre belge de ce type.
Par la suite, portent son nom à Ixelles, une avenue, un pont et un arrêt des transports en commun bruxellois, situé au croisement du Boulevard du Triomphe et de l’avenue Arnaud Fraiteur.
Une plaque en bronze par Dupagne est apposée au numéro 60 de la rue de la Concorde à Ixelles, la maison familiale de Fraiteur ,.
En juin 2021, profitant d'une rénovation du pont portant son nom une plaque commémorative est inaugurée ,